# Aphaenogaster lesbica
Aphaenogaster lesbica é uma espécie de inseto do gênero Aphaenogaster, pertencente à família Formicidae.